# Derways
Derways (en russe  : ДЕРВЕЙС) est un constructeur automobile russe, qui a ouvert le 27 janvier 2004 son usine destinée à la fabrication de véhicules tout-terrain. Ses modèles sont pour la plupart des voitures étrangères (notamment chinoises et coréennes) fabriquées sous licence. Le seul modèle original est le Derways Cowboy. Certains éléments proviennent du constructeur roumain ARO qui fournit le châssis tandis que les moteurs viennent de Peugeot et Mitsubishi. De nombreux éléments sont également repris de la Lada 110. Derways a produit environ 25 000 voitures en 2006, soit une progression de 15 % par an.
À l'automne 2018, l' inspection des impôts a entamé un audit des activités de Tree, une affaire pénale a rapidement «décollé» de cet audit et un homme d'affaires influent s'est enfui à Londres. Fin 2018, l'usine a été arrêtée  . Les actifs de Tree sont maintenant vendus par les créanciers et en octobre 2021, l'usine est mise en vente  .

## Modèles
- Derways 313140 et 313170 Saladin, reprise du Nissan Pathfinder.
- Derways 313150 Aurora, originellement un Ssangyong Rexton.
- Derways 313130 Land Crown, copie du Toyota Land Cruiser
- Derways 313101, 313102, et 313105  Cowboy
- Derways 313120 Dadi Shuttle (Toyota Land Cruiser modifié)

### Marques assemblées
- Lifan Automobile
- Dadi
- GreatWall
- Gonow
- Haima
- Geely
- Hawtai